# Sleim Ammar
Sleim Ammar (àrab: سليم عمار, Slaym ʿAmmār) (Sussa, Tunísia, 30 de juny de 1927 - Le Plessis-Robinson, França, 6 de novembre de 1999) va ser un psiquiatra, psicoanalista i poeta tunisià. Va ser un dels fundadors de la psiquiatria al Magrib i també membre corresponent de l'Acadèmia Àrab de Damasc.
Nascut el 30 de juny de 1927 a Sussa, la seva formació va concloure amb un doctorat en medicina obtingut a la Facultat de Medicina de París l'any 1954. Després va esdevenir professor honorari de psiquiatria i psicologia mèdica a la Facultat de Medicina de Tunis el 1984. Va ser escollit vicepresident de la Societat Internacional per a la Història de la Medicina l'any 1994.

## Obres
- En souvenir de la médecine arabe - Quelques-uns de ses grands noms, Tunis, Imprimerie Bascone & Muscat, 1965.
- Poème de la médecine arabe, Tunis, Alif, 1990, 153 p., ISBN 978-9973716187.
- Autopsie de la guerre, Tunis, L'Art de la composition, 1992, 168 p., ISBN 978-9973172563.
- Poème de la folie, Tunis, L'Art de la composition, 1993, 302 p., ISBN 978-9973173843.[4]
- Ibn Al Jazzar et l'école médicale de Kairouan, Sussa, Faculté de médecine Ibn El Jazzar de Sousse, 1994, 135 p., ISBN 978-9973174802.
- Itinéraires: 153 poèmes écrits de 1987 à 1993, 1995, 387 p., ISBN 978-9973175243.
- Problèmes de notre temps: 167 poèmes écrits de 1988 à 1995, Ben Arous, Imprimerie principale, 1996, 479 p., ISBN 978-9973176493.
- Abû Bekr Er-Razi, Rhazès: le Galien des arabes, 1997, 200 p., ISBN 978-9973177575.
- Ibn Sina Avicenne: la vie et l'œuvre, Tunis, L'Or du Temps, 1998, 134 p., ISBN 978-9973757432.

## Premis[calcitació]
- 1966: Académie nationale de médecine, Paris
- 1973: Premier prix intermaghrébien de médecine, Tunis
- 1984: Prix Médecine Maghreb, Paris
- 1986: Prix national de la vulgarisation scientifique, Tunis
- 1992: Prix international de psychiatrie de la Fondation Saugstad (shared), Oslo